# Sadove, Kirovske
Sadove (în ucraineană Садове) este un sat în comuna Pervomaiske din raionul Kirovske, Republica Autonomă Crimeea, Ucraina.

## Demografie
Componența lingvistică a localității Sadove
     Rusă (60,96%)
     Tătară crimeeană (31,08%)
     Ucraineană (6,75%)
     Alte limbi (0,24%)
Conform recensământului din 2001, majoritatea populației localității Sadove era vorbitoare de rusă (60,96%), existând în minoritate și vorbitori de tătară crimeeană (31,08%) și ucraineană (6,75%).